# Генріх II (імператор Священної Римської імперії)
Генріх II (нім. Heinrich II. der Heilige; 6 травня 973, Бад-Аббах або Гільдесгайм — 13 липня 1024, Гроне) — імператор Священної Римської імперії, представник баварської гілки Саксонської династії.
Канонізований папою Євгенієм III в 1146 році і відтоді іноді вказується як Генріх ІІ Святий.
Син баварського герцога Генріха II Норовливого і Гізели Бургундської, правнук короля Генріха I Птахолова. З 7 червня 1002 року — король Німеччини, 14 лютого 1014 папою Бенедиктом VIII коронований як імператор. У шлюбі з Кунігундою Люксембурзькою не мав дітей, з його смертю припинилася династія Оттонів. Канонізований папою Євгенієм III в 1146 році. Генріх II, на відміну від свого попередника Оттона III, направив свою політику на консолідацію земель і вирішення проблем рейху на північ від Альп. Більшу частину свого правління він вів війну на східних кордонах імперії з польським князем Болеславом Хоробрим.
Здійснив три походи в Італію з метою утвердження в цій частині імперії свого панування і отримання титулу імператора. Час правління Генріха вважається періодом інтенсифікації та централізації королівської влади, а також посилення зв'язку держави і церкви. Опорою його влади стали єпископства, як існуючі, зміцнені даруваннями імператора, так і засновані знову.
Заснував в 1007 Бамберзьке єпископство, що стало значним політичним і культурним центром Франконії. Генріх II брав активну участь у реформуванні церковного життя.
Основним джерелом відомостей про життя і правління імператора є хроніка Титмара Мерзебурзького.

## Біографія

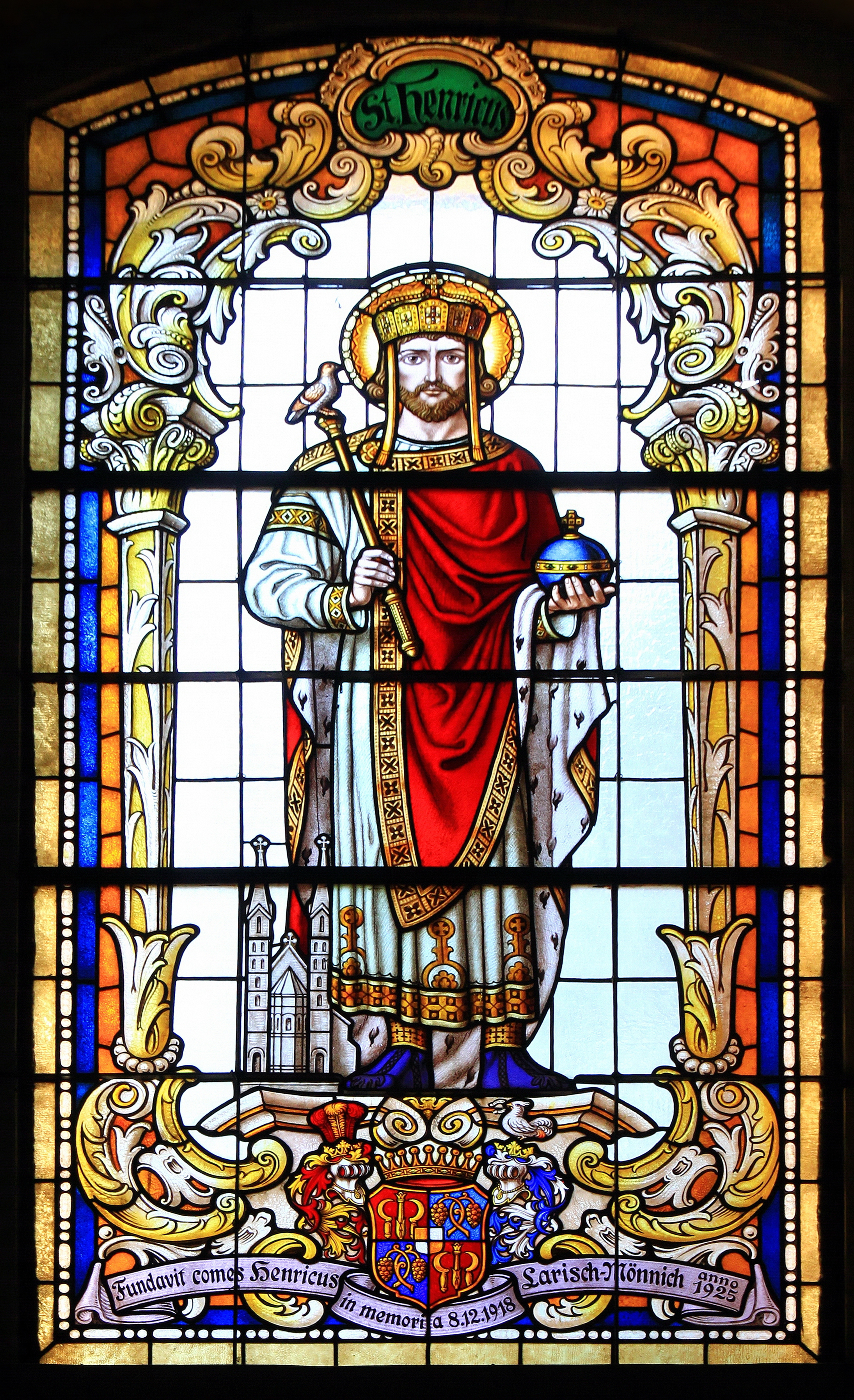
Вітраж із зображенням Св. Генриха. Костел Божого Провидіння в Явоже, 1802

Батько Генріха, Генріх II Норовливий, представник баварської гілки Людольфінгів (Саксонська династія), плекав надію приєднати до своїх володінь Швабію, його рідна сестра Гедвига була дружиною Бурхарда III Швабського. Планам Генріха Норовистого не судилося збутися, тому що імператор Оттон II після смерті Бурхарда III передав Швабію синові Людольфа Швабського Оттону:19. Незадоволений рішенням імператора, герцог баварський разом з Болеславом II Чеським і Мешко I Польським взяв в 974 році участь в змові проти Оттона II, метою якого було повалення останнього. Оттон, вчасно попереджений, захопив Генріха Баварського і ув'язнив його в Інгельгаймі. Герцог баварський втік з Інгельгайму в лютому 976 року, і Оттон, який до того під впливом матері, імператриці Адельгейди, схилявся до примирення, став діяти жорстко:20. Після придушення імператором повстання баварців, Генріх Норовливий втік до Чехії, а після звістки, що Оттон йде туди зі своєю армією, заховався в Баварії. Герцог баварський був узятий в полон Оттоном Швабським в Пассау і на Великдень 978 року перевезений в Магдебург. За рішенням Оттона II Баварія була анексована, герцог позбавлений майна, чинів і нагород і засланий в Утрехт. Наглядав за бунтівним герцогом єпископ Фолькмар:21. Ймовірно, через ці події старший син Генріха Норовистого виховувався не в родині, а був відданий в соборну школу Гільдесгайма, що вважалася на той час кращою в імперії: 21. Ця обставина вказує на те, що його готували не до світської, а до духовної кар'єри. Учні вели в школі суворе чернече життя, судячи з тогочасних джерел, їм було дозволено бачитися з родичами тільки в монастирі. У програму навчання входили такі дисципліни, як риторика і діалектика, теологія, латинська мова, геометрія, арифметика, астрономія, музика, а також малювання і ювелірна справа. У роки навчання Генріх зав'язав дружбу з Майнверком, майбутнім єпископом Падерборна, що зберіг вірність своєму однокласнику на все життя: 22.
Після смерті Оттона II, Генріх Норовливий звільнився з ув'язнення, захопив малолітнього Оттона III, зажадав визнати себе його опікуном і спробував домогтися свого обрання імператором. Однак більша частина німецької знаті і представників церкви не підтримала його домагань. У Рорі Генріх Норовливий домовився про передачу Оттона III матері в обмін на обіцянку повернути йому Баварське герцогство: 29. 29 травня 985 року на рейхстазі у Франкфурті Генріху II Баварському були повернуті його землі. На церемонії, де відбулося остаточне примирення Людольфингів, був присутній і його син Генріх: 29. У документах того часу він значився як співерцог (лат. Condux) свого батька. Він залишив гільдесгаймскую школу і продовжив свою освіту в Регенсбурзі під керівництвом єпископа Вольфганга. З 988 року Генріх неодмінно супроводжував батька в дипломатичних поїздках і військових походах: 27-33.

## Герцог Баварії
Разом з батьком влітку 995 року Генріх виступив у похід проти слов'ян з долини Одеру. Однак Генріх Норовливий захворів, і син перевіз його в Гандерсгейм. Вмираючи, Генріх II Баварський просив сина зберігати мир з королем і навести порядок на своїх землях. 28 серпня 995 року Генріх Норовливий помер, його син під ім'ям Генріха IV успадкував герцогство Баварське, а баварське дворянство підтвердило його права. У той же час Оттон III відділив від Баварії Каринтію, якою Генріх Норовливий володів з 989 року, і передав її графу Оттону Вормському з тим, однак, щоб Генріх IV Баварський здійснював контроль за цими землями:44-45.
Близько 1000 року Генріх одружився з Кунігундою, дочкою графа Зігфріда Люксембурзького. На відносини між подружжям, що завжди поважали один одного, не вплинули ані проблеми з братами Кунігунди, які згодом виникли у Генріха, ані те, що шлюб залишився бездітним: 81.

## Наближений Оттона III
Вперше Генріх Баварський брав участь в поході імператора Оттона III в Італію в 996 році, виконуючи обов'язки радника з військових питань. Генріх був присутній на коронації Оттона в Римі 21 травня 996 року, а після того, як імператор покинув місто, залишився в ньому ще на кілька тижнів і взяв участь у Великому соборі, що проводився 24-26 травня. За бажанням Оттона, Генріх залишався при імператорському дворі: 54.
На початку 1001 року Генріху довелося виступити арбітром при вирішенні конфлікту між архієпископом Віллігізом і єпископом Бернвардом Хільдесхаймським щодо освячення монастирської церкви в Гандерсхаймі. Сторону свого вчителя Бернварда прийняв імператор, до того ж Віллігіс був противником оттонівської ідеї відродження Великої Римської імперії. Генріх просив імператора перенести вирішення спору на собор в Пьольді. Але і там домовленість не була досягнута. Віллігіз втратив прихильність Оттона, але пізніше, коли Генріх став імператором, знову грав значну роль в політиці держави: 70-71, 95.
У 1001 році Генріх знову супроводжував імператора в Рим, де його рішучість запобігла повстанню римлян. На цей раз перебування Оттона в Італії затягнулося: спочатку він здійснив поїздку до Венеції, потім Рим закрив перед ним ворота, а в Беневенто довелося вести бойові дії. В імператорському війську, ослабленому походом і хворобами, зріло невдоволення. На Генріха чинився тиск з тим, щоб він або умовив імператора повернутися, або залишив його, проте герцог баварський зберіг вірність Оттону: 72-73. Ймовірно, восени 1001 року Генріх повернувся зі своїми військами в Баварію, а навесні наступного року він повинен був за бажанням Оттона знову виступити в Італію: 75.

## Імператор
Коли Оттон помер в Італії, Генріх заволодів імператорськими клейнодами.
Екгардта Майссенського, що також прагнув до корони, було вбито, і Генріху вдалося завдяки підтримці архієпископа майнцького Віллігіса, який 1002 року коронував його в Майнці, одержати верх над своїм противником герцогом Германом Швабським. На початку правління Генріх витримав жорстоку боротьбу зі своїм братом Бруно і маркграфом Генріхом Швайнфуртським, що зі зброєю в руках пред'являли домагання на вакантне Баварське герцогство. Попри допомогу, яку повстанці отримали від польського князя Болеслава I Хороброго, Генріх здобув перемогу в битві при Крейссені і віддав Баварію в 1004 році братові своєї дружини, Генріху Люксембурзькому.

Папі Бенедикту VIII, який 1014 року був змушений втікати до Німеччини від антипапи Григорія, вибраного супротивною партією, імператор знову повернув його сан. Енергійний і хоробрий, майже безперестанно змушений здійснювати походи, він разом з тим був щиро відданий церкві. Генріх помер бездітним 1024 року й був похований у Бамберзі.

## Канонізація
У 1146 канонізований папою Євгенієм III. Його наступником був Конрад II.